# Lernanthropodes cucullus
Lernanthropodes cucullus är en kräftdjursart som beskrevs av Bere 1936. Lernanthropodes cucullus ingår i släktet Lernanthropodes och familjen Lernanthropidae. Inga underarter finns listade i Catalogue of Life.